# Cape Coast
Cape Coast là một thành phố Ghana. Thành phố Cape Coast thủ phủ của vùng Trung Ghana. Dân số ước tính năm 2007 là 154.204 người. Đây là thành phố lớn thứ 8 Ghana. Thành phố Cape Coast có cự ly 165 km về phía tây Accra, bên vịnh Guinea. Từ thế kỷ 16 thành phố này đã thuộc cai trị của người Anh, Bồ Đào Nha, Thụy Điển, Đan Mạch và Hà Lan.
Được thành lập bởi người Bồ Đào Nha trong thế kỷ 15, Cape Coast phát triển quanh lâu đài Cape Coast - một di sản thế giới.

## Khí hậu
Cape Coast có khí hậu xavan (phân loại khí hậu Köppen As).
| Dữ liệu khí hậu của Cape Coast    | Dữ liệu khí hậu của Cape Coast | Dữ liệu khí hậu của Cape Coast | Dữ liệu khí hậu của Cape Coast | Dữ liệu khí hậu của Cape Coast | Dữ liệu khí hậu của Cape Coast | Dữ liệu khí hậu của Cape Coast | Dữ liệu khí hậu của Cape Coast | Dữ liệu khí hậu của Cape Coast | Dữ liệu khí hậu của Cape Coast | Dữ liệu khí hậu của Cape Coast | Dữ liệu khí hậu của Cape Coast | Dữ liệu khí hậu của Cape Coast | Dữ liệu khí hậu của Cape Coast |
| Tháng                             | 1                              | 2                              | 3                              | 4                              | 5                              | 6                              | 7                              | 8                              | 9                              | 10                             | 11                             | 12                             | Năm                            |
| --------------------------------- | ------------------------------ | ------------------------------ | ------------------------------ | ------------------------------ | ------------------------------ | ------------------------------ | ------------------------------ | ------------------------------ | ------------------------------ | ------------------------------ | ------------------------------ | ------------------------------ | ------------------------------ |
| Trung bình ngày tối đa °C (°F)    | 32 (89)                        | 31 (87)                        | 31 (87)                        | 31 (87)                        | 30 (86)                        | 29 (84)                        | 27 (80)                        | 27 (80)                        | 26 (79)                        | 28 (83)                        | 31 (87)                        | 30 (86)                        | 32 (89)                        |
| Tối thiểu trung bình ngày °C (°F) | 24 (75)                        | 24 (76)                        | 24 (76)                        | 25 (77)                        | 24 (76)                        | 24 (75)                        | 23 (73)                        | 22 (71)                        | 21 (70)                        | 23 (73)                        | 24 (76)                        | 23 (74)                        | 23 (73)                        |
| Lượng mưa trung bình mm (inches)  | 25 (1.0)                       | 25 (1.0)                       | 76 (3.0)                       | 130 (5.0)                      | 230 (9.0)                      | 230 (9.0)                      | 100 (4.0)                      | 25 (1.0)                       | 76 (3.0)                       | 100 (4.0)                      | 130 (5.0)                      | 150 (6.0)                      | 1.297 (51)                     |
| Nguồn: Myweather2.com             |                                |                                |                                |                                |                                |                                |                                |                                |                                |                                |                                |                                |                                |

## Thành phố kết nghĩa
Cape Coast kết nghĩa với:
- Bonn, Đức
- Buffalo, New York, Hoa Kỳ[2]
- Hanover Park, Ilinois, Hoa Kỳ